# Questrecques
Questrecques är en kommun i departementet Pas-de-Calais i regionen Hauts-de-France i norra Frankrike. Kommunen ligger i kantonen Samer som tillhör arrondissementet Boulogne-sur-Mer. År 2022 hade Questrecques 333 invånare.

## Befolkningsutveckling
Antalet invånare i kommunen Questrecques
| Referens: INSEE |